# Castello di Santa Maria la Nova
Il castello di Santa Maria la Nova è un castello medievale nella città di Tramonti.

## Descrizione
Il castello è a pianta rettangolare, costeggiato originariamente da 16 torrioni, ad oggi ne restano 13, collegati tra loro da mura costruite interamente in pietra calcarea. Al centro sorge la preesistente  chiesa di Santa Maria la Nova, inglobata nel complesso murario nel 1458.

## Storia

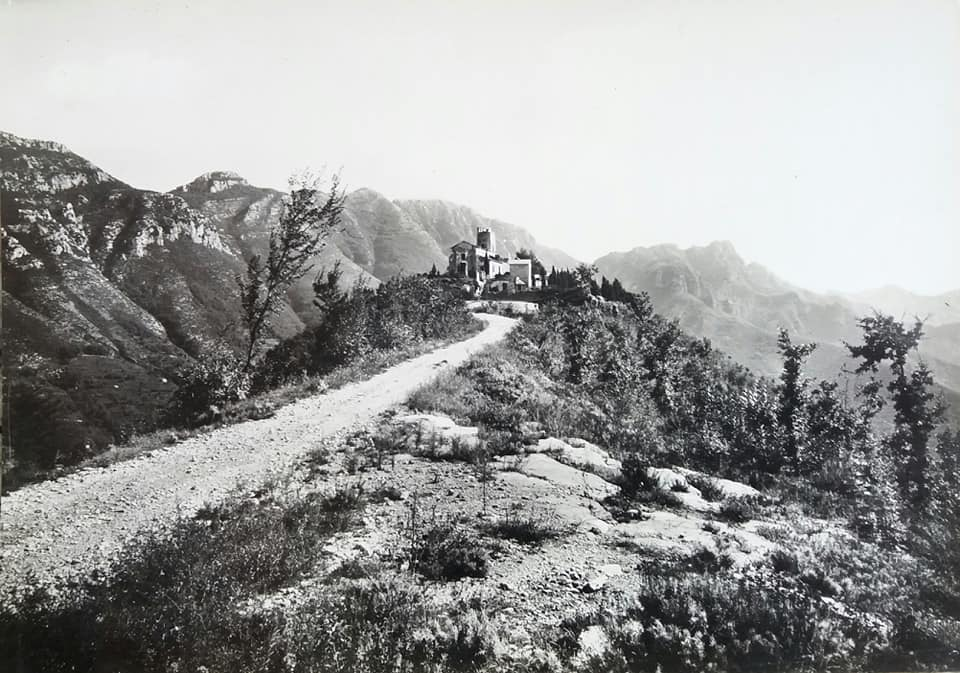
Il castello negli anni '60

La costruzione fu iniziata intorno nel 1457 dopo la concessione di Alfonso I di Napoli al principe di Salerno Raimondo Orsini del 10 agosto 1453. Al suo interno vi erano: carceri, cucine, arsenali, scuderie, cisterne e altri vani sotterranei. Dal XIX secolo il castello è adibito a cimitero comunale.